# ریک فیشر (تنیس‌باز)
ریک فیشر (انگلیسی: Rick Fisher؛ زاده ۲۹ مارس ۱۹۵۱) یک تنیس‌باز اهل ایالات متحده آمریکا است.